# Jüdische Altenheime im Nationalsozialismus
Unter dem Druck der nationalsozialistischen Politik zur Separierung von jüdischen und „arischen“ Stadtbewohnern, welche in dem Gesetz über Mietverhältnisse mit Juden vom 30. April 1939 gipfelte, richteten zahlreiche deutsche Gemeinden zwischen 1939 und 1942 rund 140 euphemistisch „Jüdische Altenheime“ genannte Zwangsaltersheime ein. Ein solches Altenheim diente im NS-Unrechtsstaat zur Unterbringung älterer Jüdinnen und Juden unter Anwendung unmittelbaren Zwangs sowie im Anschluss daran zur weiteren Deportation der zunächst in diese Häuser Verschleppten.
Bis zum am 1. Oktober 1941 von den Nationalsozialisten erlassenen Verbot der Auswanderung von Juden konnten nur rund 60 Prozent der deutschen Juden aus dem Land fliehen. Bereits zuvor wurden die jüngeren in Deutschland verbliebenen Juden seit Beginn des Krieges gezwungen, in sogenannte Judenhäuser oder jüdische Ghettos umzuziehen. Die ab 1939 eingerichteten Jüdischen Altenheime dienten hingegen der erzwungenen Unterbringung von jüdischen Senioren sowie älterer Angehöriger solcher jüdischen Familien, deren jüngere Mitglieder bereits ausgewandert waren. Zugleich sollte von diesen Zwangsaltersheimen aus zentral die Deportation von Juden aus Deutschland in Ghettos und Konzentrationslager in Osteuropa und die Ermordung der Heimbewohnern dort eingeleitet werden.

## Alltag in den Zwangsaltersheimen
Im Zuge der NS-Politik der Ghettoisierung und der sogenannten „Freimachung der Städte“ betrieben viele Städte und Gemeinden aktiv Vertreibungspolitik gegen Juden. Es entstand ein regelrechter Wettbewerb um „judenfreie“ Kreise und die „Entjudung“ der Städte. Am Beispiel von Württemberg zur Zeit des Nationalsozialismus lässt sich nachvollziehen, dass seit 1939 die Gemeinden mit Unterstützung des Württembergischen Innenministeriums, der Gauleitung und der Gestapo Unterbringungsmöglichkeiten für die jüdischen Senioren weit außerhalb der Städte und dicht besiedelten Gemeinden suchten. Es wurden große, leerstehende Gebäude wie renovierungsbedürftige Schlösser, Landschulheime oder Amtshäuser in abgelegenen Gemeinden mit Bahnanschluss ausgewählt und dort die Altenheime eingerichtet. In Württemberg geschah dies auch mit dem Ziel, Juden aus den bereits zuvor bestehenden, freien jüdischen Altersheimen in Stuttgart und Heilbronn zwangsweise dorthin umsiedeln zu können.
Aus den Jüdischen Altenheimen in Württemberg ist bekannt, dass die Lebensumstände sozial und hygienisch mangelhaft waren. Die Heimbewohner hatten kaum Privatsphäre, da sie mit mehreren Personen in einem Zimmer untergebracht waren. Durch die zwangsweise Umsiedlung in die Heime und durchgesetzte Ausgehverbote verloren die Betroffenen ihre verbliebenen familiären und sozialen Kontakte außerhalb des Heimes. Schlechte hygienische Bedingungen, knappe Lebensmittel, kein Anspruch auf neue Kleidung und unzureichende Beheizung waren an der Tagesordnung. Die Senioren wurden von jüdischen Pflegekräften betreut, die unter denselben Bedingungen leben mussten. Alle Juden wurden in der Judenkartei erfasst.
Kranke oder gebrechliche Heimbewohner wurden auf Anweisung der Gestapo in Heil- und Pflegeanstalten eingewiesen, wo sie im Rahmen der NS-Krankenmorde umgebracht wurden. Die Jüdischen Altenheime in Württemberg wurden im August 1942 aufgelöst und die verbliebenen Juden mit Zügen zum Stuttgarter Killesberg gebracht, von wo am 22./23. August 1942 insgesamt 1078 Juden aus Baden und Württemberg in das KZ Theresienstadt deportiert wurden, viele davon aus den württembergischen Zwangsaltersheimen. Theresienstadt wurde in der NS-Propaganda als angebliches „Altersghetto“ für deutsche Juden dargestellt, diente aber als Transitlager auf dem Weg in die großen Vernichtungslager wie Auschwitz. Von den 1078 Menschen auf diesem Transport überlebten nur 49 Menschen den Holocaust. Die Gedenkstätte „Zeichen der Erinnerung“ am Nordbahnhof Stuttgart erinnert an die Ermordeten.
Bei der Räumung der Altenheime wurde die verbliebene Habe der Bewohner teilweise öffentlich versteigert. Die Gewinne dieser Verwertung flossen an die Finanzämter, die bereits zuvor über Instrumente wie die „Judenvermögensabgabe“ versucht hatten, möglichst hohe Abgaben und Steuern von den jüdischen Rentnern einzunehmen.

## Zwangsaltersheime in Württemberg
Eine umfassende Aufarbeitung oder geschichtswissenschaftliche Analyse der NS-Zwangsaltersheime fehlt bisher. Für Württemberg zur Zeit des Nationalsozialismus fand in einigen Fällen eine regionalspezifische Aufarbeitung der sieben dort existierenden Jüdischen Altenheime, teilweise explizit „Zwangsaltersheime“ genannt, statt.

### Herrlingen
Als erstes der Heime wurde 1939 das Jüdische Altersheim Herrlingen eingerichtet. Die jüdischen Treuhänder des leerstehenden Herrlinger Schullandheims erhielten am 27. April 1939 von der Gestapo in Stuttgart die Genehmigung zur Einrichtung eines jüdischen Altersheims. Das geplante jüdische Altersheim wurde zu einem systemkonformen Zwangsaltersheim umfunktioniert. Bereits Ende September 1939 war das Heim mit 70 Bewohnern voll belegt. Weitere Zwangseinweisungen folgten, so dass Ende des Jahres 1941 insgesamt 93 Bewohner im Jüdischen Altenheim Herrlingen leben mussten. Von Anfang Dezember 1941 an wurden Bewohner sowie Pflegepersonal einzeln oder in Kleingruppen deportiert, unter anderem nach Riga und in das jüdische Ghetto Izbica, das als Transitlager für die Vernichtungslager Belzec, Majdanek und Sobibor diente. Die verbliebenen Bewohner wurden am 22./23. August 1942 nach Theresienstadt deportiert.

### Schloss Eschenau
Im Dezember 1941 beschlagnahmte die SS das leerstehende Schloss Eschenau und richtete dort das Zwangsaltersheim Eschenau ein. Rund 100 ältere Juden aus Stuttgart wurden nach Eschenau gebracht. Das Schloss war für diese Anzahl von Personen plus Pflegepersonal nicht geeignet, weshalb die Verhältnisse extrem beengt waren. Die meisten Einweisungen in das Zwangsaltersheim erfolgten vom 20. Dezember 1941 bis zum 7. Januar 1942. Im Laufe des Jahres 1942 wurden weitere Juden aus Heilbronn zwangseingewiesen. Insgesamt waren von Dezember 1941 bis August 1942 116 Menschen im Schloss untergebracht. Von Januar bis August 1942 starben zwölf der Bewohner. Sie wurden auf dem Jüdischen Friedhof in Affaltrach bestattet. Die verbliebenen Bewohner wurden ebenfalls am 22./23. August 1942 nach Theresienstadt deportiert.

### Schloss Weißenstein
Ende 1941 machte die Stapoleitstelle Stuttgart das Schloss Weißenstein im Lautersteiner Stadtteil Weißenstein zu einem Altenheim. In das Jüdische Altenheim Weißenstein wurden mindestens 58 jüdische Menschen zwangseingewiesen. Von hier wurden am 1. Dezember 1941 einige Personen nach Riga, am 24. April 1942 weitere Personen in das Ghetto Izbica und mit dem Transport am 22./23. August 1942 die verbliebenen Menschen nach Theresienstadt deportiert.

### Schloss Dellmensingen
Das jüdische Zwangsaltenheim im Schloss Dellmensingen wurde im Februar 1942 eingerichtet. Vorausgegangen waren einige Instandsetzungen der Sanitäranlagen des für den beabsichtigten Zweck ungeeigneten dreigeschossigen Schlosses. Zwischen Februar und August 1942 wurden hier insgesamt 128 Juden aus Württemberg, die meisten aus dem Raum Stuttgart, untergebracht. 17 Personen davon verstarben bereits in Dellmensingen und wurden auf dem jüdischen Friedhof in Laupheim bestattet. Die letzten 101 Bewohnerinnen und Bewohner des Zwangsaltenheims wurden am 19. August 1942 in zwei Gruppen über Stuttgart-Killesberg nach Theresienstadt deportiert, wo insbesondere die Älteren und Pflegebedürftigen unter den unmenschlichen Bedingungen in kürzester Zeit verstarben. Nur vier Personen aus dem Schloss Dellmensingen überlebten die Befreiung von Theresienstadt am 8. Mai 1945 durch die Rote Armee.

### Schloss Oberstotzingen
Beginnend im Jahr 1942 diente das Schloss Oberstotzingen in Niederstotzingen als Jüdisches Altenheim.

### Tigerfeld
Im Pfronstettener Ortsteil Tigerfeld wurde ebenfalls ab 1942 von der Stapoleitstelle Stuttgart im alten Zwiefaltener Amtshaus ein Jüdisches Altenheim eingerichtet, das bis zur Deportation der Bewohner im August 1942 betrieben wurde.

### Buttenhausen
In den Jüdischen Altenheimen Tigerfeld und dem nahegelegenen Buttenhausen wurden insgesamt 125 Personen zwangsuntergebracht und später deportiert. Die letzte jüdischen Bewohner des Altenheims in Buttenhausen wurde ebenfalls am 22./23. August 1942 nach Theresienstadt deportiert. Keiner der Buttenhausener Juden überlebte den Holocaust.